# コンチェルト・ケルン
コンチェルト・ケルン（Concerto Köln）は、ドイツのケルンに本拠を置く古楽器オーケストラである。

## 概要
1985年に設立。設立当初より常任の指揮者は置かず、2005年より楽団のフルート奏者マルティン・ザンドホフ（Martin Sandhoff）が芸術監督を務めている。また楽団の運営や曲目の選定は楽員たちで行うなど自主的な活動を行っている。
代表的なレコーディングは、ヴィヴァルディやJ.S.バッハの作品集、メンデルスゾーンの「弦楽のための交響曲」全集、ルネ・ヤーコプス指揮でヘンデル、グルックのオペラやモーツァルトのオペラ「フィガロの結婚」、シュタイアーのフォルテピアノ独奏でモーツァルトのピアノ協奏曲集などがある。